# Специјална болница за рехабилитацију Бања Ковиљача
Специјална болница за рехабилитацију Бања Ковиљача је специјализована установа која је смештена у центру Бање Ковиљаче, у његов парку врши. Уз помоћ термоминералног блата и сумпоровите воде, али и уз употребу савремених терапијских процедура, врши лечење реуматичних обољења, обољења коштано-зглобног система и бројних других обољења.
Клинички центар Србије доделио је овој здравственој установи награду Сунчани сат за висок ниво здравствених услуга, за изванредне услове смештаја које добијају оболели и повређени и за врло хуман и професионалан однос према пацијентима.
Бањи је додељен Сретењски орден првог степена (2024).

## Природни фактор
Поред свих облика физикалне терапије, бања поседује два природна лековита чиниоца: лековиту воду и пелоид односно - блато.
Термоминерална вода, која се користи у терапијске сврхе, црпи се са дубине од 67 метара, температуре 29,1 °C. На основу теренских и комплетних физичко – хемијских испитивања, припада категорији натријум – калцијум – хидрокарбонатних и веома сулфидних хипотерми. Најважнија терапијска својства приписују се високој концентрацији сумпора. Опште је познато да су све лековите воде ефикасне у лечењу реуматских болесника, али се сумпоровите воде сматрају „златним стандардом“ јер сумпор учествује у грађи хрскавица. Примењује се у виду: купања ( локалног или општег ) и орошавања.
Пелоид Бања Ковиљаче је минералног порекла и спада у слабо алкалне и редукционе пелоиде. Припрема се за употребу у специјално отвореним блатним базенима са преградама, где се доноси глина из околине која се уситњава и меша са сумпоровитом термоминералном водом. Сазревање се врши у анаеробним условима који се обезбеђују сталним дотицањем сумпоровите воде која прекрива глину. Процес зрења пелоида траје три године, уз повремено мешање. За то време се постиже концентрација растворљивих материја. Фина гранулација пелоида доприноси његовој доброј пластичности, способности приањања за кожу, повећању моћи везивања воде, особина које су веома важне за терапеутску примену.

## Лечење и рехабилитација
Благодетима традиционалног природног лечилишта и достигнућима савремене физикалне медицине и рехабилитације лече се:
- Реуматична обољења
- Дегенеративне промене зглобова и кичменог стуба
- Дискус хернија и стања након операције дискус херније
- Остеопороза
- Посттрауматска стања горњих и доњих екстремитета и кичменог стуба
- Лакша оштећења централног нервног система
- Лезије периферних нерава
- Мишићна обољења
- Поједина гинеколошка и кожна обољења
- Стерилитет
- Лимфедем

## Терапијске процедуре
У Специјалној болници спроводи се програм медицинске рехабилитације и лечења, као и програм превенције, и у те сврхе користи се:
- купање у сумпоровитој термоминералној води у кадама или базенима, или као локалне купке
- вагинално орошавање сумпоровитом термоминералном водом
- пелоидо терапија у виду блатних паковања
- високо и ниско фреквентна магнето терапија
- ласеро терапија
- различити облици електро терапије
- вакуум терапија
- хоризонтална терапија
- соно терапија
- парафино терапија
- различити облици фото терапије
- хидро терапија
- хидрокинези терапија
- кинези терапија
- радна терапија

## Велнес центар Ковиље
Велнес центар Ковиље постоји од 2007. године и представља под-бренд Специјалне болнице за рехабилитацију Бања Ковиљача. Смештен је у велелепном здању Купатило краљ Петар I, на преко 1500 m² и опремљен је са два базена – спољашним и унитрашњим, две сауне, фитнес центром, базен баром и осталим пропратним садржајима. Купатило у којем се налази поседује дугу традицију и са правом носи епитет краљевско јер је угостило бројне великане па и самог монарха, за којег је изграђена специјална када, док су базени били намењени за остале бањске госте.

## Смештај
Специјална болница за рехабилитацију Бања Ковиљача располаже са 416 постеља у луксузним студио апартманима, једнокреветним и двокреветним собама које су опремљене на нивоу хотела Б категорије у следећим објектима:
- Нови објекат
- Вила Херцеговина
- Вила Далмација
- Објекат стандард